# Королевская музыкальная консерватория
Королевская музыкальная консерватория (англ. The Royal Conservatory of Music; также Королевская консерватория) — высшее учебное музыкальное учреждение в Торонто (Канада).

## История

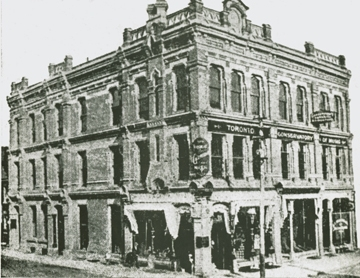
Первое здание Торонтской консерватории

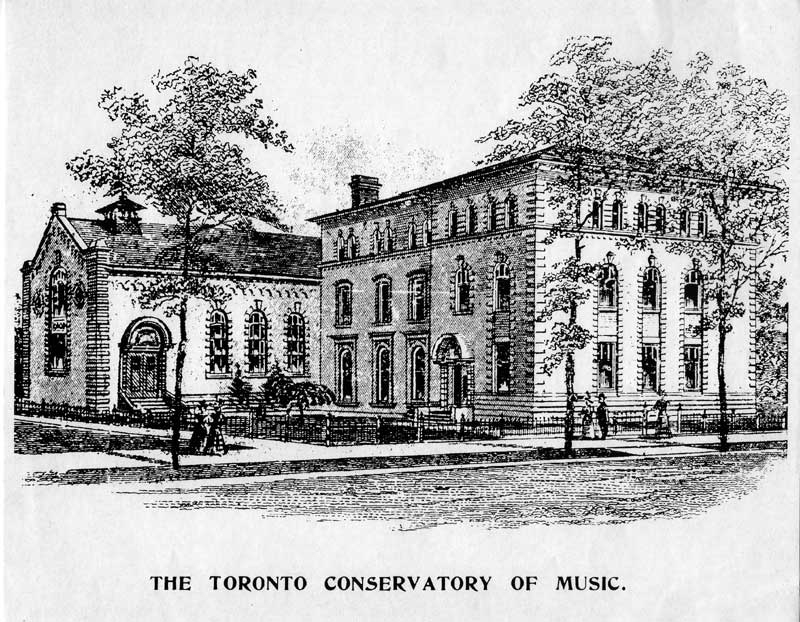
Здание Торонтской консерватории с 1897 года

Торонтская музыкальная консерватория была основана в 1886 году канадским дирижером Эдвардом Фишером, остававшимся её директором до 1913 года. Первых студентов консерватория приняла в 1887 году, став первым высшим музыкальным учебным заведением Канады. Среди преподаваемых предметов, помимо собственно игры на музыкальных инструментах (включая саксофон, гитару и цитру), были теория музыки, иностранные языки, красноречие, преподавание музыки в школах, акустика, настройка музыкальных инструментов, а также вокальная анатомия и гигиена. С 1888 по 1904 год консерватория находилась под патронажем колледжа Тринити, а с 1896 года под покровительством Торонтского университета, что позволяло её выпускникам получать университетский диплом. После окончания учебы по основной специальности студент получал степень Associate, после окончания двух курсов обучения — Fellow (с 1914 года Licenciate). Первый выпускник по классу фортепиано вышел из стен консерватории в 1889 году. В том же году консерватория получила свой органный зал в соседнем комплексе YMCA.
Быстрый рост числа студентов привел к тому, что уже в 1897 году консерватория переехала в новое здание с 25 учебными помещениями и собственным концертно-органным залом. Всего через два года были добавлены еще 25 классов и второй органный зал, а в 1902 году еще 15 классов. В 1898 году открываются филиалы консерватории в нескольких городах Канады, и к 1915 году только в Торонто насчитывается восемь филиалов. Основанный в 1901 году струнный квартет после 1904 года реорганизуется в струнный оркестр. В 1906 году создается Симфонический оркестр Торонтской консерватории, двумя годами позже переименованный в Торонтский симфонический оркестр. Он просуществовал до 1918 года (не следует путать с одноименным оркестром, основанным в 1920-е годы). К 1912 году в консерватории учились две тысячи студентов.
В 1913 году новым директором консерватории становится Огастес Вогт, дирижер Мендельсоновского хора. При нём происходит объединение консерватории с Торонтским университетом, и начиная с 1921 года консерватория действует как часть университета, где с 1919 года открыт факультет музыки, деканом которого также был назначен Вогт. В 1924 году к консерватории присоединилась так называемая Канадская музыкальная академия, а к концу десятилетия, помимо Торонтской музыкальной консерватории, в городе остается только одно высшее музыкальное учебное заведение, консерватория Гамбургов, заметно уступающее ей в престиже. К концу пребывания Вогта на посту директора число студентов Торонтской консерватории возрастает до 7500, а число абитуриентов превышает 16 тысяч.
В 1926 году директором консерватории становится Эрнест Макмиллан, со следующего года также декан факультета музыки Торонтского университета. При нем работа консерватории приобретает новый размах: восстанавливается струнный квартет, создается собственная оперная труппа, просуществовавшая, однако, только два года, вводятся новые программы обучения, включая преподавание ритмики по методу Далькроза и летний семестр.
После Второй мировой войны структура консерватории претерпела реорганизацию. Представленный еще в 1937 году отчет указывал, что преподаватели консерватории фактически являются частными учителями, платящими за аренду помещения, а не наемными работниками на зарплате, и в таком качестве заинтересованы в том, чтобы одаренные ученики продолжали учиться именно у них, создавая внутри консерватории ненужную конкуренцию и лишая учеников разностороннего музыкального образования. В 1946 году согласно рекомендациям, дававшимся в отчете, в консерватории образована Высшая школа с двухгодичной программой обучения (в 1948 году измененной на трехгодичную). В 1947 году указом короля Георга VI консерватория Торонто получила звание Королевской консерватории.
В 1952 году консерватория переживает очередную структурную реорганизацию. Под общим названием Королевской музыкальной консерватории Торонто с этого года действуют два по сути отдельных учебных заведения: Школа музыки (директор Этторе Маццолени) и Факультет музыки (декан Арнольд Уолтер), выпускники которого получают степени Licenciate (с 1952 года дающую право на преподавание музыки) и Artist.
С 1970 года Школе музыки возвращается общее название Королевской музыкальной консерватории. В эти годы она действует фактически как независимое от университета учебное заведение. Ситуация, при которой она остается формально подчиненной факультету музыки и Торонтскому университету, вызывает растущие трения. Наконец, в 1984 году университетская комиссия, назначенная для рассмотрения вопроса об интеграции факультета и консерватории, вместо этого дает рекомендацию о предоставлении консерватории полной самостоятельности. После одобрения рекомендации всеми инстанциями Королевская музыкальная консерватория получила независимость в 1991 году.

## Структура

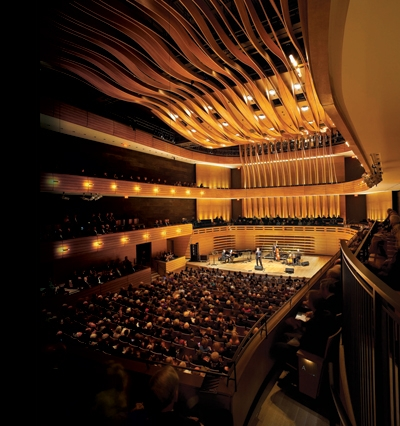
Концертный зал нового корпуса Королевской консерватории

С 90-х годов XX века Королевская консерватория предлагает обучение по певческим специальностям и игре на клавишных и оркестровых инструментах. Помимо исполнителей в жанрах классической музыки, консерватория готовит джазовых и поп-музыкантов, а также исполнителей этнической музыки. Преподавательский состав насчитывает свыше 250 человек, а обшее число студентов превышает шесть тысяч. Наряду с основным корпусом, с 2008 года переехавшим в Концертно-учебный центр TELUS (около ста учебных помещений, концертный зал на 1135 мест), действуют еще один филиал в Торонто и по одному в Миссиссоге и Калгари (с 2009 года). Приемные экзамены в консерваторию проводятся более чем в 260 экзаменационных центрах в Канаде и за рубежом (в том числе более сорока в США); в начале 1990-х годов вступительные экзамены сдавали 86 тысяч абитуриентов. В структуру консерватории входит также Школа Гленна Гульда, учащиеся которой выступают в ведущих музыкальных коллективах страны, включая Торонтский симфонический оркестр, Канадскую оперу и оркестр CBC, а также, наряду с учащимися самой консерватории, в основанном в 2000 году камерном оркестре, дважды (в 2006 и 2007 годах) номинировавшемся на премию «Грэмми».
Среди выпускников консерватории некоторые из известнейших музыкантов Канады: Гленн Гульд, Оскар Питерсон, Анджела Хьюитт, оперные певцы Джон Викерс, Лоис Маршалл, Тереза Стратас, Миша Брюггергосман.